# Gabriel Lasmartres
Gabriel Lasmatres est un religieux et homme politique français né le 14 novembre 1745 à Mancioux (Haute-Garonne) et décédé le 28 novembre 1831 à l'Isle-en-Dodon (Haute-Garonne).
Curé de l'Isle-en-Dodon, il est député du clergé aux États généraux de 1789 pour le Comminges. Il siège à droite et émigre à Londres après la session.

## Sources
- « Gabriel Lasmartres », dans Adolphe Robert et Gaston Cougny, Dictionnaire des parlementaires français, Edgar Bourloton, 1889-1891 [détail de l’édition]